# Abdelhak Mohamed Rabah
Abdelhak Mohamed Rabah est un footballeur algérien né le 21 juin 1981 à Mostaganem. Il évoluait au poste de milieu défensif.

## Biographie
Il joue en Division 1 avec les clubs de l'ASM Oran, de l'AS Khroub, du CA Bordj Bou Arreridj, et de l'ASO Chlef.

## Palmarès
- Champion d'Algérie en 2011 avec l'ASO Chlef.
- Finaliste de la coupe d'Algérie en 2009 avec le CA Bordj Bou Arreridj.
- Accession en Ligue 1 en 2012 avec le CA Bordj Bou Arreridj.
- Accession en Ligue 2 en 2018 avec l'ES Mostaganem.